# Tortula mutica
Tortula mutica là một loài Rêu trong họ Pottiaceae. Loài này được (Schultz) Lindb. miêu tả khoa học đầu tiên năm 1879.